# D'Hondt-methode
De Methode-D'Hondt is een rekenwijze voor zetelverdeling binnen evenredige vertegenwoordiging en behoort tot de familie van grootste gemiddelden. Bij de rekenmethode met kiesdeler wordt de kiesdeler dusdanig bijgesteld dat alle zetels als 'volle zetels' zijn verdeeld. Bij de variant met delerreeksen wordt het aantal stemmen per partij stapsgewijs gedeeld door 1, 2, 3, enzovoort, waarna de zetels één voor één aan de hoogste uitkomsten worden toegekend. Beide varianten kennen dezelfde uitkomsten.
De methode is bedacht door Victor D'Hondt (1841–1901), Belgisch jurist en wetenschapper, en wordt in diverse landen gebruikt, onder meer in België, Bulgarije, Finland, Hongarije, Nederland, Portugal, Spanje, Suriname, Turkije, Zwitserland, Noord-Ierland, Dominicaanse Republiek en de Europese Unie.
Bij het toekennen van zetels bevoordeelt de D'Hondt-methode grotere partijen dusdanig dat dit de quotumregel kan schenden, in tegenstelling tot de Sainte-Laguë-methode of de grootste-overschottenmethode. Een soortgelijke methode is de Imperiali-methode, dat bij de Belgische gemeenteraadsverkiezingen wordt toegepast. Die laatste geeft echter nog meer voordeel aan de grotere partijen.

## Kiesdelervariant
Dit rekenvoorbeeld is afkomstig van de uitslag van de deelstaatverkiezingen van 2024 in Saksen. Er zijn 2.142.517 stemmen uitgebracht op 6 partijen om 119 zetels te verdelen. De exacte kiesdeler, oftewel het hare-quotum, komt hierbij op 18004,34 stemmen per zetel. Bij de daadwerkelijke verkiezing werd de Sainte-Laguë-methode gebruikt.
De D'Hondt-methode rondt de kiesdeler naar beneden af, wat in dit geval neerkomt op 18.004 stemmen per zetel. Het aantal stemmen op elke partij wordt gedeeld door deze kiesdeler, waarbij de uitkomst naar beneden wordt afgerond. De aldus berekende aantallen zetels worden bij elkaar opgeteld. In dit voorbeeld levert dat 115 zetels op, vier minder dan de vereiste 119. Om dit tekort te corrigeren, wordt de kiesdeler bijgesteld. Met een aangepaste kiesdeler van 17.481 worden uiteindelijk alle 119 zetels verdeeld. De laatste zetel gaat naar hierbij naar Die Linke die op 6,00 uitkomt.
| Zetels    | 119       | D'Hondt                         | D'Hondt                         | D'Hondt                         | D'Hondt                         |
| Afronding | Afronding | Naar beneden \| Op volle zetels | Naar beneden \| Op volle zetels | Naar beneden \| Op volle zetels | Naar beneden \| Op volle zetels |
| --------- | --------- | ------------------------------- | ------------------------------- | ------------------------------- | ------------------------------- |
| CDU       | 749.216   | 41,61 ▼                         | 41                              | 42,86 ▼                         | 42                              |
| AfD       | 719.274   | 39,95 ▼                         | 39                              | 41,15 ▼                         | 41                              |
| BSW       | 277.173   | 15,40 ▼                         | 15                              | 15,86 ▼                         | 15                              |
| SPD       | 172.002   | 9,55 ▼                          | 9                               | 9,84 ▼                          | 9                               |
| Grüne     | 119.964   | 6,66 ▼                          | 6                               | 6,86 ▼                          | 6                               |
| Linke     | 104.888   | 5,83 ▼                          | 5                               | 6,00 ▼                          | 6                               |
| Totaal    | 2.142.517 | 115                             | 115                             | 119                             | 119                             |
| Kiesdeler | 18004,34  | 18004 ▼                         | 18004 ▼                         | 17481                           | 17481                           |

## Delerreeksvariant
Het aantal stemmen van elke partij wordt achtereenvolgens gedeeld door positieve gehele getallen (1, 2, 3, 4 enz.). De quotiënten die deze delingen opleveren, worden in volgorde van grootte gezet. De eerste zetel wordt toegewezen aan de partij met het grootste quotiënt, de tweede aan de partij met de op een na hoogste quotiënt, enzovoorts. Als twee quotiënten dezelfde waarde hebben dan krijgt het quotiënt dat het resultaat is van de grootste deler (= de partij met de meeste stemmen) de betreffende zetel toegewezen. In de praktijk zal dit echter zeer weinig voorkomen. De toewijzing gaat door totdat alle zetels verdeeld zijn. Elke partij krijgt zoveel zetels als ze grootste quotiënten heeft.
Een voorbeeld: drie partijen behalen respectievelijk 6500, 3800 en 2300 stemmen voor een volksvertegenwoordiging van 25 leden. De methode D'Hondt leidt in dit voorbeeld tot de volgende zetelverdeling: partij A: 13 zetels; partij B: 8 zetels; partij C: 4 zetels.
In de tabel hieronder geeft het nummer tussen haakjes de toegekende zetel aan. (1) is de eerste te verdelen zetel, (2) de tweede, (3) de derde et cetera.
|         | partij A | partij A | partij B | partij B | partij C | partij C |
| stemmen | 6500     | 6500     | 3800     | 3800     | 2300     | 2300     |
| deler   | quotiënt | zetel    | quotiënt | zetel    | quotiënt | zetel    |
| ------- | -------- | -------- | -------- | -------- | -------- | -------- |
| 1       | 6500     | (1)      | 3800     | (2)      | 2300     | (4)      |
| 2       | 3250     | (3)      | 1900     | (6)      | 1150     | (10)     |
| 3       | 2167     | (5)      | 1267     | (9)      | 767      | (15)     |
| 4       | 1625     | (7)      | 950      | (12)     | 575      | (21)     |
| 5       | 1300     | (8)      | 760      | (16)     | 460      |          |
| 6       | 1083     | (11)     | 633      | (19)     |          |          |
| 7       | 929      | (13)     | 543      | (22)     |          |          |
| 8       | 813      | (14)     | 475      | (25)     |          |          |
| 9       | 722      | (17)     | 422      |          |          |          |
| 10      | 650      | (18)     |          |          |          |          |
| 11      | 591      | (20)     |          |          |          |          |
| 12      | 542      | (23)     |          |          |          |          |
| 13      | 500      | (24)     |          |          |          |          |
| 14      | 464      |          |          |          |          |          |

### Kiesdeler
Het quotiënt dat gebruikt wordt om de laatste zetel toe te kennen aan een partij ligt in de buurt van de kiesdeler. De kiesdeler is het minimumaantal stemmen dat nodig is om een zetel te verwerven en een lijst krijgt ten minste zoveel zetels als het aantal keer dat de kiesdeler in het stemcijfer gaat. Dit zijn de zogenoemde volle zetels.
Het totaal van deze volle zetels is zelden gelijk aan het aantal te verdelen zetels. In het voorbeeld bedraagt deze som 23 zetels (partij A: 12; partij B: 7; partij C: 4) en de kiesdeler is de uitkomst van de deling: {\displaystyle \textstyle {\frac {(6500+3800+2300)}{25}}} = 504 stemmen. Merk op dat bij de toekenning van zowel de 24e als de 25e zetel de betreffende quotiënten minder dan 504 bedragen. Deze rood gemarkeerde zetels worden in het in Nederland gehanteerde systeem van de grootste gemiddelden restzetels genoemd. Had partij C 48 stemmen meer gehaald (ten koste van partij B) dan had zíj de 25e zetel (= de 2e restzetel) bemachtigd.

## Achterliggende gedachte
Volgens D'Hondt heeft elke partij recht op evenveel zetels als het gehele aantal keren dat de 'chiffre diviseur' in het aantal stemmen op die partij zit. Deze 'chiffre diviseur', het aantal stemmen dat recht geeft op 1 zetel, is de hoogste waarde die het gewenste totale aantal zetels oplevert. Het is gelijk aan het quotiënt dat correspondeert met de laatst vergeven restzetel.
In het bovenstaande voorbeeld bedraagt de 'chiffre diviseur' dus 475. Partij A heeft 13,7 keer 475 stemmen en krijgt dus 13 zetels. Partij B heeft precies genoeg stemmen voor 8 zetels. Partij C heeft genoeg stemmen voor 4 zetels, maar 75 te weinig voor 5.
Elke partij krijgt dus het aantal volle zetels dat correspondeert met deze aangepaste kiesdeler. De opvolgende quotiënten zijn de respectievelijke waarden om op 1, 2, ... zetels uit te komen.